# Bindersee
Der Bindersee im südlichen Sachsen-Anhalt ist einer der Mansfelder Seen, etwa 14 Kilometer südöstlich von Eisleben, im heutigen Landkreis Mansfeld-Südharz in Sachsen-Anhalt. 
Der See ist ca. 750 Meter lang und ca. 400 Meter breit. Er liegt im Ortsgebiet von Rollsdorf, einem Ortsteil von Seeburg. Vom Süßen See kommend durchfließt ihn die Böse Sieben.
Der Bindersee war eine nordöstliche Ausbuchtung des Salzigen Sees und entstand als eigenständiges Gewässer, zusammen mit dem etwa einen Kilometer östlich liegenden Kernersee, nach dem weitgehenden Trockenfallen  bzw. Trockenlegen des Salzigen Sees 1892 bis 1894.